# Quiers-sur-Bézonde
Quiers-sur-Bézonde é uma comuna francesa na região administrativa do Centro, no departamento Loiret. Estende-se por uma área de 16,63 km². Em 2010 a comuna tinha 1 167 habitantes (densidade: 70,2 hab./km²).